# Sydney Tamiia Poitier
Pour les articles homonymes, voir Poitier.
Ne pas confondre avec Sidney Poitier, son père
Sydney Tamiia Poitier est une actrice américaine, née le 15 novembre 1973 à Los Angeles.

## Biographie
Elle est la fille de l'acteur et réalisateur américain Sidney Poitier et de l'actrice canadienne Joanna Shimkus. Elle a une sœur prénommée Anika.
Elle a également quatre demi-sœurs que son père a eues avec Juanita Hardy, sa première épouse entre 1950 et 1973 : Sherri Poitier, Pamela Poitier, Gina Poitier († 2018) et Beverly Poitier Henderson.

## Filmographie

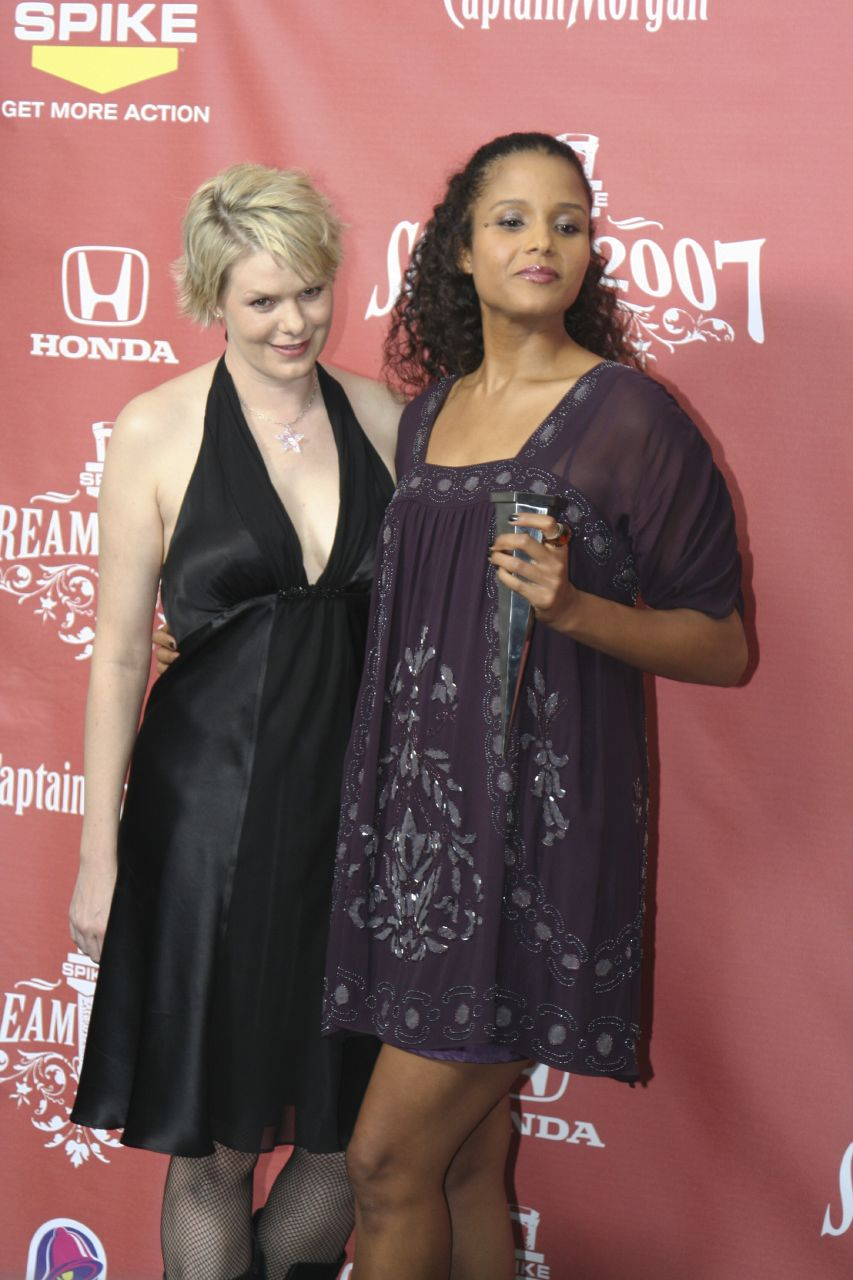
En 2007, lors de la cérémonie des Scream Awards.

Sauf indication contraire, les informations mentionnées dans cette section peuvent être confirmées par la base de données cinématographiques IMDb,  présente dans la section « Liens externes ».

### Cinéma

#### Longs métrages
- 1998 : Park Day de Sterling Macer Jr. : Sophia Johnson
- 1999 : Jugé coupable de Clint Eastwood : Jane March
- 2001 : MacArthur Park de Billy Wirth : Linda
- 2001 : Happy Birthday (On the Edge) de Helen Mirren : Hannah
- 2004 : The Devil Cats de Anika Poitier : Hellena Handbasket
- 2004 : Nine Lives de Rodrigo García : Vanessa
- 2006 : Hood of Horror de Stacy Title : Wanda
- 2007 : Boulevard de la mort de Quentin Tarantino : Jungle Julia
- 2008 : Blues de Brandon Sonnier : Dee
- 2015 : Too Late de Dennis Hauck : Veronica
- 2015 : Night of Living Dead: Darkest Dawn de Zebediah De Soto et Krisztian Majdik : Tami (voix)
- 2017 : Clinical de Alister Legrand : Clara

#### Courts métrages
- 2010 : Yard Sale de Anika Poitier : Kate Butler
- 2010 : Page 36 de Nelsan Ellis : Miss Gray
- 2011 : Big Tweet de Tanya Ryno et Diwang Valdez : Big Tweet's Girl
- 2012 : The Shooting Star Salesman de Kico Velarde : Zoey
- 2013 : The Mouseketeer de Jody Lambert : Dina Gerger
- 2014 : Flawed de Art Camacho : Jana Conley

### Télévision

#### Téléfilms
- 1998 : Free of Eden de Leon Ichaso : Nicole Turner
- 2007 : The List de Brandon Sonnier : Cecile

#### Séries télévisées
- 1999 : L'Arche de Noé (Noah's Ark) de John Irvin : Ruth (mini-série, 2 épisodes)
- 2001 : First Years : Riley Kessler (9 épisodes)
- 2003 : La Treizième Dimension : Dr Leslie Coburn (1 épisode)
- 2003 : Abby : Abby Newman (10 épisodes)
- 2003-2004 : Le monde de Joan : Rebecca Askew (8 épisodes)
- 2004 : Veronica Mars : Mallory Dent (7 épisodes)
- 2006 : Grey's Anatomy : Deborah Fleiss (1 épisode)
- 2008-2009 : Le Retour de K 2000 (Knight Rider) : Carrie Rivai (12 épisodes)
- 2011 : Supah Ninjas : Katherine / Katara (1 épisode)
- 2011 : Private Practice : Michelle (2 épisodes)
- 2012 : Hawaii 5-0 : Grace Tilwell  (1 épisode)
- 2012 : Kendra : Leslie (5 épisodes)
- 2014 : Chicago Police Department : Détective Mia Sumner (7 épisodes)
- 2018 : Homecoming : Lydia Belfast (4 épisodes)
- 2018-2019 : Carter : Détective Sam Shaw (20 épisodes)

## Distinctions
Sauf indication contraire ou complémentaire, les informations mentionnées dans cette section proviennent de la base de données IMDb.

### Nominations
- Gotham Independent Film Awards 2005 : meilleure distribution pour Nine Lives
- NAACP Image Awards 2008 : meilleure actrice dans une mini-série ou un téléfilm pour The List